# Epizoanthus minutus
Epizoanthus minutus is een Zoanthideasoort uit de familie van de Epizoanthidae. De wetenschappelijke naam van de soort is voor het eerst geldig gepubliceerd in 1898 door Duerden.